# Angolska ženska rukometna reprezentacija
Angolska ženska rukometna reprezentacija predstavlja državu Angolu u međunarodnom ženskom rukometu.

## Nastupi na velikim natjecanjima

### Olimpijske igre
- 1996.: 7. mjesto
- 2000.: 9. mjesto
- 2004.: 9. mjesto
- 2008.: 12. mjesto
- 2012.:

### Svjetska prvenstva
| - 1990.: 16. mjesto - 1993.: 16. mjesto - 1995.: 13. mjesto - 1997.: 15. mjesto - 1999.: 15. mjesto - 2001.: 13. mjesto - 2003.: 17. mjesto - 2005.: 16. mjesto - 2007.: 7. mjesto - 2009.: 11. mjesto - 2011.: 8. mjesto - 2013.: |

### Afrička prvenstva
- 1981.: 7. mjesto
- 1983.: 6. mjesto
- 1985.: 5. mjesto
- 1987.: 5. mjesto
- 1989.:  zlato
- 1991.:  srebro
- 1992.:  zlato
- 1994.:  zlato
- 1996.:  bronca
- 1998. – 2018.:  zlato